# Средний Рубеж
Средний Рубеж — деревня в Вытегорском районе Вологодской области.
Входит в состав Алмозерского сельского поселения, с точки зрения административно-территориального деления — в Алмозерский сельсовет.
Расположена на трассе А119. Расстояние по автодороге до районного центра Вытегры — 44 км, до центра муниципального образования посёлка Волоков Мост — 7 км. Ближайшие населённые пункты — Верхний Рубеж, Волоков Мост, Старое Петровское.
По переписи 2002 года население — 2 человека.